# Даврон
Даврон (фр. Davron) насеље је и општина у Француској у региону Париски регион, у департману Ивлен која припада префектури Сен Жермен ан Ле.
По подацима из 2011. године у општини је живело 328 становника, а густина насељености је износила 55,13 становника/km². Општина се простире на површини од 5,95 km². Налази се на средњој надморској висини од 120 m метара (максималној 142 m, а минималној 72 m m).

## Демографија
| 1962. | 1968. | 1975. | 1982. | 1990. | 2011. |
| ----- | ----- | ----- | ----- | ----- | ----- |
| 189   | 174   | 233   | 259   | 231   | 328   |

График промене броја становника у току последњих година